# Вулька-Поліцька
Вулька-Поліцька (пол. Wólka Policka) — село в Польщі, у гміні Полічна Зволенського повіту Мазовецького воєводства.
Населення — 175 осіб (2011).
У 1975-1998 роках село належало до Радомського воєводства.

## Демографія
Демографічна структура станом на 31 березня 2011 року:
|          | Загалом | Допрацездатний вік | Працездатний вік | Постпрацездатний вік |
| -------- | ------- | ------------------ | ---------------- | -------------------- |
| Чоловіки | 92      | 19                 | 63               | 10                   |
| Жінки    | 83      | 17                 | 44               | 22                   |
| Разом    | 175     | 36                 | 107              | 32                   |